# Nicole de la Chesnaye
Nicole de La Chesnaye é uma escritora francesa, do final do século XV, autora de uma peça de teatro.
Condenação de Banquete (Condamnation de Banquet) é uma peça, de 3644 versos, com 38 personagens, composta provavelmente depois de 1500, e impressa em 1507, sob o título La Nef de santé, avec le Gouvernail du corps humain et la condamnacion des bancquets a la louenge de diepte et sobrieté.

## Edição
- La Condamnation de banquet : Nicolas de La Chesnaye, éd. critique par Jelle Koopmans et Paul Verhuyck, Genève, Droz, 1991. (em francês)